# Fuša Breškos
Fuša Breškos är ett berg i Kosovo. Det ligger i den västra delen av landet, 50 km väster om huvudstaden Priština. Toppen på Fuša Breškos är 594 meter över havet.
Terrängen runt Fuša Breškos är kuperad österut, men västerut är den platt. Runt Fuša Breškos är det ganska tätbefolkat, med 222 invånare per kvadratkilometer. Närmaste större samhälle är Gjakova, 15,4 km sydväst om Fuša Breškos. Omgivningarna runt Fuša Breškos är en mosaik av jordbruksmark och naturlig växtlighet.